# Bifeng (sockenhuvudort i Kina, Guizhou Sheng, lat 28,70, long 107,34)
Bifeng (kinesiska: 碧峰, 碧峰乡, 下坝场) är en sockenhuvudort i Kina. Den ligger i provinsen Guizhou, i den sydvästra delen av landet, omkring 240 kilometer norr om provinshuvudstaden Guiyang. Antalet invånare är 15 865. Befolkningen består av 7 697 kvinnor och 8 168 män. Barn under 15 år utgör 26,0 %, vuxna 15-64 år 62 %, och äldre över 65 år 10,0 %.